# Lloyd C.II
A Lloyd C.II magyar gyártmányú felderítő repülőgép volt az első világháború idején.

## Története
A Császári és Királyi Légierő 1915 júliusában 62 felderítő repülőgépet rendelt az aszódi Magyar Lloyd Repülőgép- és Motorgyár Rt.-től, a későbbiekben a rendelést kiegészítették 70-re. A háború előtt tervezett fegyvertelen C.I típus alapján Melczer Tibor főmérnök készítette a C.II terveit. A kétfedelű gép szárnyait kissé, 8 fokban hátranyilazták, szerkezetük fából készült, ami vászonnal borítottak. Merczel később kidolgozta a furnérlemezes szárnyborítást, de azt csak a C.V-ös modellen alkalmazta először. A törzset rétegelt lemezzel burkolták, kivéve a bádogborítású motorházat. A nagy méretű fülkében ketten fértek el kényelmesen és a megfigyelőnek volt helye a félköríves sínen hátrafelé elhelyezett géppuska használatára. A gumikötelekkel párnázott kerekeket V alakú tartók erősítették a törzshöz, fékezéshez a tengelyre szerelt kapaféket használtak. A hajtómű egy 145 lóerős Hiero-motor volt, amit azonban nem a Hiero cég gyártott, hanem licenc alapján a MARTA, és probléma volt gyakori meghibásodásuk. A C.II 1916 végéig szolgált a fronton, után kivonták és kiképzéshez használták.
1916 májusában megkezdték a javított C.III fejlesztését, amibe 160 lóerős Daimler motort tettek, a motor teljes fémburkolatot kapott, és a gép 10 kg-mal könnyebb volt, de másban nem különbözött a C.II-től. Ebből a változatból a Lloyd nyolcat készített, az osztrák WKF pedig további 44-et.
A pilóták a Lloydnál jobban kedvelték a jobb paraméterekkel rendelkező Hansa-Brandenburg C.I-et, a Lloydok alkatrészeit gyakran átrakták azokba, afféle mozgó alkatrészraktárnak használva őket. 1917 márciusára a legtöbb C.III-at kivonták a frontszolgálatból.
Busa Gyula ászpilóta Lloyd C.II-vel érte el első két légi győzelmét, Frint János pedig egy C.III-mal lőtte le az első ellenséges repülőgépét.

## Műszaki paraméterei
- személyzet: 2 fő

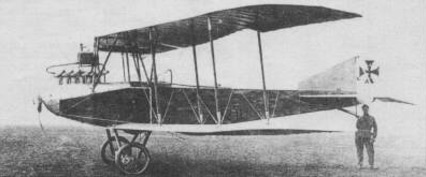
Lloyd C.II

- szárnyfesztávolság: 14,62 m (felső), 13,84 m (alsó)
- szárnyfelület: 38,3 m²
- törzshossz: 8,82 m
- magasság: 3,16 m
- üres súly: 900 kg
- felszállósúly: 1329 kg
- maximális sebesség: 128 km/h (C.III: 137 km/h)
- hatótáv: 800 km
- hajtómű: 1 db 145 lóerős hathengeres, soros, vízhűtéses Hiero motor (C.III: 160 lóerős Daimler)
- fegyverzet: 1 db 8 mm-es 1907/12M Schwarzlose géppuska, 60 kg bomba

## Rendszeresítő országok
- Osztrák–Magyar Monarchia
- Lengyelország (a háború után)